# Fernanda Berardinelli
Fernanda Fonseca Berardinelli (Caçapava, 20 de dezembro de 1984) é uma jogadora de futebol brasileira.
Berardinelli foi campeã da Copa Libertadores de 2011 jogando pelo São José Esporte Clube. Em 2014, ela integrou a comissão técnica do São José Esporte Clube na conquista do Mundial de Clubes disputado no Japão.